# Sergio Zamudio
Sergio Zamudio Ruiz (n. 1953) es un botánico y profesor mexicano. Obtuvo su doctorado en Ciencias Biológicas, en la Facultad de Ciencias, Universidad Nacional Autónoma de México en mayo de 2001. Fue investigador titular en el "Centro Regional del Bajío", Pátzcuaro Mich.
El Dr. Zamudio desarrolla líneas de investigación sobre flora y vegetación, y con énfasis en la taxonomía del género Pinguicula L. (familia Lentibulariaceae) de México y de Centroamérica.

## Algunas publicaciones[1]
- Zamudio, S., H.D. Juárez Gutiérrez, y J. Hernández Rendón. 2018. Cuatro especies nuevas de Pinguicula (Lentibulariaceae) de México. Phytoneuron 2018-14: 1–20. Published 28 March 2018. ISSN 2153 733X
- María Molina-Paniagua, Sergio Zamudio. 2010. Estudio florístico del Pedregal de Arócutin, en la cuenca del lago de Pátzcuaro, Michoacán, México. Flora del Bajío y de regiones adyacentes. Editor Instituto de Ecología A.C., Centro Regional del Bajío, 42 pp.
- sergio Zamudio. 2009. Flora del Bajío y de regiones adyacentes: Familia Berberidaceae. Parte 163. Editor Instituto de Ecología A.C., Centro Regional del Bajío, 32 pp.
- ----. 2009. Familia berberidaceae. Volumen 163 de Flora del bajío y de regiones adyacentes. Editor Instituto de Ecología A. C. 32 pp.
- ----. 2006. Flora del Valle de Tehuacán-Cuicatlán: Lentibulariaceae. Volumen 45. Editor Instituto de biología (México), UNAM, 2 pp. ISBN 9703240461
- ----. 2005. Dos especies nuevas de Pinguicula (Lentibulariaceae) de la Sierra Madre Oriental, México. Acta Botánica Mexicana 70: 69-83
- l. Hernández, sergio Zamudio. 2003. Two new remarkable Nolinaceae from central México. Brittonia 55 (3): 226-232
- sergio Zamudio, j. van Marm. 2003. Pinguicula conzatii (Lentibulariaceae), una especie nueva del estado de Oaxaca, México. Acta Botánica Mexicana 62: 15-20
- ----, m. Studnická. 2000. Nueva especie gipsicola de Pinguicula (Lentibulariaceae) del estado de Oaxaca, México. Acta Botánica Mexicana 53: 67-74
- ----. 1999. Notas sobre la identidad de Pinguicula moranensis H.B.K., con la descripción de una variedad nueva. Acta Botánica Mexicana 49: 23-34
- ----. 1999. Pinguicula elizabethiae una nueva especie de la sección Orcheosanthus (Lentibulariaceae) de los estados de Hidalgo y Querétaro, México. Acta Botánica Mexicana 47: 15-22
- ----. 1998. Situación taxonómica de Pinguicula orchidioides DC. (Lentibulariaceae). Acta Botánica Mexicana 42: 7-13.
- ----. 1997. Una especie nueva de Pinguicula (Lentibulariaceae) de Centroamérica. Acta Botánica Mexicana
- ----, jerzy Rzedowski. 1995. Familia Fouquieriaceae. Flora del Bajio y de regiones adyacentes / Instituto de Ecología A.C. Centro Regional Bajío. Editor	Universidad Michoacana de San Nicolás de Hidalgo, 7 pp.
- ----, r.z. Ortega. 1994. Una nueva especie de Pinguicula (Lentibulariaceae) de los estados de Querétaro e Hidalgo, México. Acta Botánica Mexicana 28: 57-62
- ----, j. Rzedowski, e. Carranza, g. Calderón. 1992. La vegetación del estado de Querétaro. Panorama preliminar. Instituto de ecología A. C. CONCYTEQ. 92 pp.

## Honores

### Sociedades científicas
Miembro vitalicio de
- Sociedad Botánica de México
- International Association for Plant Taxonomy (IAPT)
- American Society of Plant Taxonomists (ASPT)

### Epónimos
- (Acanthaceae) Justicia zamudioi T.F.Daniel[2]

- (Bromeliaceae) Hechtia zamudioi Espejo, López-Ferr. & I.Ramírez[3]

- (Cactaceae) Opuntia zamudioi Scheinvar[4]
- (Euphorbiaceae) Euphorbia zamudioi V.W. Steinm. & P. Carrillo[5]

- (Iridaceae) Sisyrinchium zamudioi Espejo, López-Ferr. & Ceja[6]

- La abreviatura «Zamudio» se emplea para indicar a Sergio Zamudio como autoridad en la descripción y clasificación científica de los vegetales.[7]